# Эм, Виктория Вячеславовна
Виктория Вячеславовна Эм (род. 20 января 2001) — российская регбистка, игрок команды ЦСКА, выступает на позициях центра и защитника. Мастер спорта России

## Игровая карьера
Воспитанница СШОР № 103 «Южное Тушино» по направлению «регби». До прихода в регби занималась баскетболом и гандболом. Первые тренеры: М.И. Харабара, В.С. Иванов.
За ЦСКА выступает с 2019 года. Обладательница Кубка России по регби-7 2020 года, чемпионка Москвы по регби-7 2020 года. В декабре 2020 года получила приз лучшего молодого игрока России по версии Федерации регби России.
В апреле 2021 года в составе ЦСКА стала чемпионкой России по регби-7, хотя в заявку на финальный матч против ВВА (победа 15:0) не попала: участвовала в 5-м туре (13—14 марта), отметившись попыткой в финальной игре тура против ВВА.
В составе сборной России до 18 лет стала бронзовым призёром чемпионата Европы 2019 года, проходившего в польском городе Яроцин, и занесла 9 попыток (по 4 попытки Польше и Швеции на групповом этапе, одну Чехии в четвертьфинале). В 2021 году дебютировала в женской сборной России по регби-7 на двухэтапном турнире в Мадриде (англ. Madrid Sevens), отметившись попыткой в матче против сборной Польши (победа 45:7). Россия на том турнире одержала победу на обоих этапах.
В том же 2021 году Виктория выступила на обоих этапах чемпионата Европы по регби-7 в Лиссабоне и Москве, выиграв свой первый титул чемпионки Европы. Она выступила на олимпийском квалификационном турнире, в котором россиянки завоевали путёвку на Олимпиаду в Токио, но на игры не поехала.
В 2022 году на этапе Мировой серии в Малаге со сборной России Виктория Эм завоевала серебряную медаль.

## Личная жизнь
Любимый фильм — «1+1». Любимая книга — «Зов предков» Джека Лондона. Есть сестра Екатерина, которая также играет за ЦСКА и сама пригласила Викторию на первые тренировки по регби.